# 아라이 사토미
아라이 사토미(新井里美, 1980년 7월 4일 ~ )는 사이타마현 출신의 일본의 여성 성우이다.

## 개요

### 경력
사이타마 현립 우라와니시 고등학교 졸업 후, 성우를 지망해 전문학교 도쿄 아나운스 학원 방송 성우과에 다니기 시작한다.

### 특색
주로 소녀부터 성인 여성까지를 연기해 가련한 소녀·얌전한 역·어른스러운 소녀·아가씨·강한 여자 역·마이 페이스·서포트 캐릭터·라이벌적인 악역 등을 연기하며 「마호라바 ~Heartful days」에서는 5 종류의 성격을 연기해냈다. 또, 「작안의 샤나」의 린네와 같은 광기로 가득 찬 캐릭터를 연기하기도 한다. 독특한 음색 때문에 아줌마라고도 불리지만, 현재까지 그렇게 말한 역의 소리를 연기한 적은 거의 없다.
텔레비전 애니메이션 외에, 더빙에도 많이 출연한다. 또, 이소베 히로시와 함께 디즈니 채널의 나레이션을 담당하고 있다.

### 인물
- 애칭은 '사토밍', '(프리프리)사토미' 등이지만, '사토밋코'라고 불렸으면 좋겠다는 발언을 한 적이 있다.[1]
- 좋아하는 음식은 바나나. 반대로 매실 장아찌를 매우 싫어한다. 대표역인 아오바 코즈에와는 완전히 정반대이다. 본인 가라사대 「뭐든지 먹는 나에게 공포를 주는 음식」이라고 한다.

### 에피소드
- 라디오 「사랑의 마호라바 극장」에서는, 지배인이라는 직함으로, 부지배인 시라이시 료코에게서는, 「사토밍」이라고 불렸다.
  - 항상 하이텐션이므로 호리우치 켄유에게 항상 시끄럽다고 들었다.
  - 또, 수록중에 지각해 헐떡이며 왔던 적이 있다. 회의에 참가했지만, 시간을 착각했었다.
  - 특기는 섹시 빔.
- 게스트로 나온 「코요테 레디오쇼」(제2회)에서 나바타메 히토미가, 「이런 캐릭터이지만, 서있는 모습이 대단히 예쁘다」라고 하자 기쁜 나머지 침을 흘린 적이 있다고 한다.
  - 제법 힐이 있는 구두와 조금 짧은 스커트를 신고 「또각또각」하고 걷는데, 그 걷는 모습이 예쁘고, 모습만을 보면 캐리어우먼 같다고 한다. 프로그램 내에서 나마타메 히토미가 「말하지 않는 게 좋지 않아?」라고 한 적이 있다고 한다.
  - 동 프로그램의 제11회에 임시 퍼스널러티를 맡은 시타야 노리코는 「외형은 뭔가 매우 청초한, 능력 있는 OL」라고 말했다.
- 배가 약하기 때문에, 잘 때는 복대를 감고 잔다고 한다.
- 본인 사정, 「기동전사 Ζ건담」의 수록으로 토미노 요시유키에 연기에 대해 질책받아 「너 이놈아, 도대체 몇 살이야? 여태 뭐 하면서 살았느냐!?」라고 인생이 부정되는 말을 들었기 때문에, 이대로 차에 치어 죽어버리려고까지 생각했던 적이 있었다고 한다. 그러나 그 엄격한 지도의 덕분인지 연기력이 향상해, 2005년 이후는 많은 애니메이션에 소리를 맡게 되어 혼자서 무슨 역이든 겸임하는 일도 많아졌다.
- 팔씨름은 꽤 강하다고 한다.「코드기어스 반역 일기」(제15회)에서, 지금까지 수많은 라디오에서 연승을 자랑하고 있던 오오하라 사야카를 가볍게 이기는 것으로, 여성 성우 팔씨름계의 톱으로 뛰어 올랐다. 부친과 자주 상대하는 듯이, 「여자는 상대가 되지 않는다」라고 하는 것이 본인의 담. 그러나, 「코드기어스 반역 일기」(제116회)에서 가압 트레이닝으로 단련한 오오하라에 간단하게 졌다.
  - 「코드기어스 반역 일기」(제36회)에서, 팔 페티시즘인 것을 고백. 최근에는 「냄새」라는 새로운 페티시즘에 눈을 떴다고도 발언.
- 휴일에는 자주 중형 오토바이를 탄다고 한다. 행선지는 주로 근처의 쟈스코(종합 마트)에 간다고 해서, 애프터 레코딩 현장에서는 「미스 쟈스코」라는 별명이 붙어 있다. 면허를 취득한 계기는, 「영혼이 복받쳐 왔기 때문에」에 가세해 근처의 교습소에서 권유의 엽서가 왔기 때문에이다.
- 고교 2 학년(16세)때, 「킨쨩의 제51회 전일본 가장 대상」에 「렛츠·로큰·롤」이라는 작품으로 얼굴을 검게 칠해 흑투성이의 검은 의상으로 출장했지만, 아깝게도 14점으로 불합격이 되어 버렸다.
- 어떤 라디오의 초전자포S 10화에서, 독자가 보낸 SHINOBI라는 문구에 그만 웃음보가 폭발, 혼절 직전까지 가는 방송 사고를 일으켰다.

## 출연작품
※ 굵은 글씨는 주인공 또는 주요 인물

### TV 애니메이션
2003년
- 디지몬 프론티어 (트레일몬(몰))
- 머메이드 멜로디 피치피치핏치 (코코)
- 원반황녀 왈큐레 십이월의 야상곡 (여학생)

2004년
- 창공의 파프너 Dead Aggressor (카나메 사쿠라)
- 아쿠에와 가칭포 (쟈스민)

2005년
- 작안의 샤나 (린네)
- 포켓몬스터 어드밴스 제너레이션 (츠구요)
- 지옥소녀 (칸노 쥰코)
- 방가방가 햄토리 (키미코쨩)
- 포켓몬스터 AG (츠구요)
- 스타샵 오퍼레이터즈 (나나세 유키노)
- 뷰티풀 죠 (메리, 체리 블로섬)
- 마호라바 ~Heartful days (아오바 코즈에 / 아카사카 사키 / 카나자와 나나코 / 미도리카와 츠유리 / 콘노 나츠메)

2006년
- 코드기어스 반역의 를르슈 (시노자키 사요코, 아나운서, 아나운스, 리포터)
- 코요태 래그타임 쇼 (마치, 세프)
- 제로의 사역마 (후레임, 베르단데, 로빈, 박쥐)
- 택티컬 로어 (아코야 마나츠)
- RAY THE ANIMATION (마미)

2007년
- 작안의 샤나 II (거대 큐피)
- 제로의 사역마 ~쌍월의 기사~ (모트소그닐)
- 노다메 칸타빌레 (스가누마 사야)
- 히로익 에이지 (비·노·비, 세메레이)
- BLUE DRAGON (주인의 그림자)
- 포켓몬스터 다이아몬드&펄 (밀)

2008년
- 코드기어스 반역의 를르슈 R2 (시노자키 사요코, 노넷트·에니아그람)
- 수호캐릭터! (스놉페)
- 제로의 사역마~삼미희의 윤무~ (베르단데, 실피드, 모트소그닐)
- 어떤 마술의 금서목록 (시라이 쿠로코)
- To LOVE -트러블- (페케)
- 20 면상의 딸 (츠메)

2009년
- 타이쇼 야구소녀 (안나 카트랜드)
- 어떤 과학의 초전자포 (시라이 쿠로코)
- 페어리테일 (비스카 물란)
- 위스컬 삐요 (엄마)

2010년
- 오오카미 씨와 7명의 동료들 (내레이션)
- 학생회 임원들 (하타 란코)
- 누라리횬의 손자 (낫토코죠)(~5화)
- 어떤 마술의 금서목록 2 (시라이 쿠로코)

2011년
- 꽃이 피는 첫걸음 (오시미즈 카요코)
- 고양이신 팔백만 (마유 엄마)
- 누라리횬의 손자 ~천년마경~ (낫토코죠)
- 로보카 폴리 - 마린
- 이것은 좀비입니까? (해파리 메갈로)

2012년
- 킬미베이비 (엑스트라, 내레이션)
- 제로의 사역마 F (실피드)
- 전국 콜렉션 (붉은 드레스를 입은 여자)
- 사키 -Saki- 아치가 편 episode of side-A (하나다 키라메)
- 명탐정 코난 (카가미도 타에코)
- 인류는 쇠퇴했습니다 (요정)
- 도라에몽 (야스오, 사건폭탄)
- 기어와라! 냐루코양 (샨탓군)
- To LOVE루 -트러블- 다크니스 (페케)
- 사쿠라장의 애완 그녀 (칸다 아키코)

2013년
- 문제아들이 이세계에서 온다는 모양인데요? (백야차)
- 어떤 과학의 초전자포 S (시라이 쿠로코)
- 러브라보 (스기하라 미야비)

2014년
- 메카쿠시티 액터즈 (아자미)

2015년
- 야한 이야기라는 개념이 존재하지 않는 지루한 세계 (사오토메 오토메)

2016년
- Re:제로부터 시작하는 이세계 생활 (베아트리스)

2019년
- 이세계 콰르텟 (베아트리스)

2020년
- 아픈 건 싫으니까 방어력에 올인하려고 합니다 (카나데)
- 어떤 과학의 초전자포 T (시라이 쿠로코)
- 이세계 콰르텟2 (베아트리스)

### OVA
2007년
- 명탐정 코난 OVA 8 - 여고생 탐정 스즈키 소노코의 사건부 (니시자키 에이코)

2010년
- 백합성인 나오코 씨 (나오코)
- 어떤 과학의 초전자포 OVA (시라이 쿠로코)

### 극장판 애니메이션
2005년
- 기동전사 Z건담 A New Translation -별을 잇는 자- (파 유이리, 하로, 체민 노아)
- 기동전사 Z건담II A New Translation -연인들- (파 유이리, 하로, 체민 노아)
- 아쿠에와 가칭포 THE MOVIE 첼시의 역습 (쟈스민)

2006년
- 기동전사 Z건담III A New Translation -별의 고동은 사랑- (파 유이리, 하로, 체민 노아)

2007년
- 극장판 작안의 샤나 (린코)

2010년
- 창궁의 파프너 HEAVEN AND EARTH (카나메 사쿠라)

2013년
- 극장판 어떤 마술의 금서목록 - 엔듀미온의 기적- (시라이 쿠로코)

2016년
- 극장판 셀렉터: 디스트럭티드 위크로스 (엘도라)

2019년
- 코드 기아스 부활의 를르슈 (사요코)

2021년
- 시도니아의 기사 : 사랑을 잣는 별 (히야마 라라아)

### 더빙
나는 카트린느(카트린느) - 데뷔작